# アルキメデス・パリンプセスト

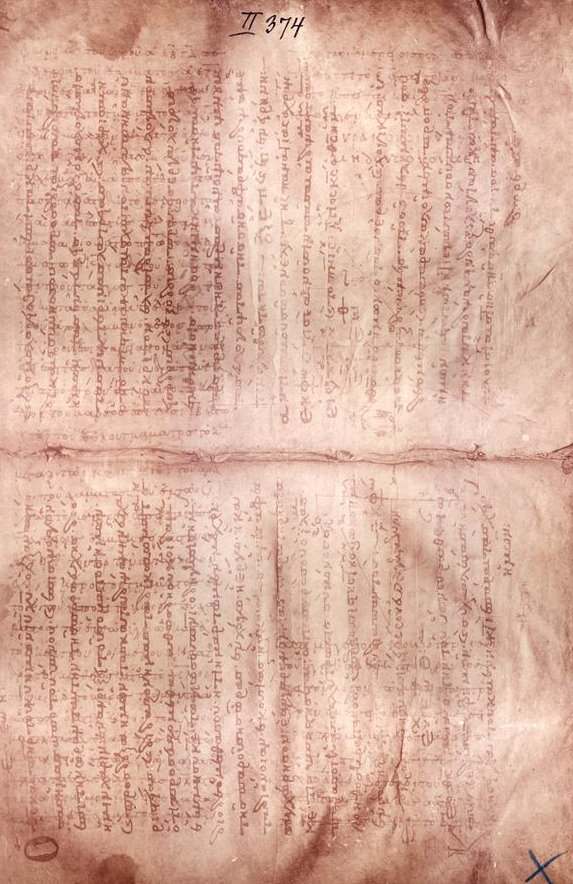
『アルキメデス・パリンプセスト』の典型的な1ページ。祈祷書のテキストは上から下に読み、元のアルキメデスの写本はその下にぼんやり見え、左から右に書かれている。

『アルキメデス・パリンプセスト』は、羊皮紙の写本のパリンプセストである。元々はシュラクサイのアルキメデスやその他の著者の作品のギリシア語写本であった。10世紀のビザンツ（東ローマ）帝国で、テッサロニキのギリシア正教の元大主教レオン・マテマティコス（数学者レオン）による数学研究の復興時に作成を依頼されたものである。この写本は1204年のコンスタンティノープル陥落後、第4回十字軍の騎士団に持ち去られたのち、13世紀にパレスチナの修道士により、テキストがキリスト教の宗教的作品で上書きされた。元の文は完全には消えておらず、大部分を見ることができると、1915年にヨハン・ハイベアにより発表された。この写本はイスタンブルのギリシア正教会の図書館に保存されていたが、ギリシア人虐殺に続く激動の時代において図書館が避難する最中、1922年に行方不明になった。写本は70年以上にわたり隠され、価値を高めるために偽造者によりページの一部に絵が加えられた。これらの捏造された絵の下にあるテキストや以前は読むことができなかった文は、1998年から2008年にかけて行われた紫外線、赤外線、可視光線、レーキングライトおよびX線による画像の科学的・学術的な研究により明らかとなった。全ての画像とメタデータ付きの学術的な校正を経た文字起こし版は、現在Archimedes Digital Palimpsest（下記の外部リンク参照）のウェブサイトで自由に利用できるようになっており、OPennや他のウェブサイトでもクリエイティブ・コモンズ・ライセンスCC-BYのもと、利用できるように提供されている。
このパリンプセストは、現在知られている中で唯一『ストマキオン』および『方法』を写したものであり、ギリシア語の『浮体の原理』の唯一知られる写しも含んでいる。

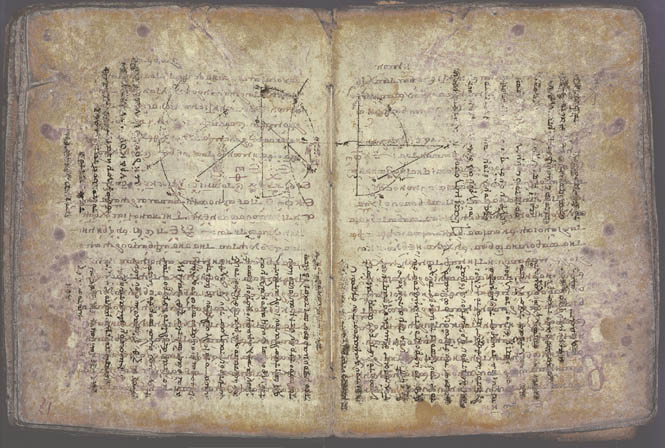
パリンプセストの写真

## 歴史

### 初期
アルキメデスは紀元前3世紀に生きた人物であり、アレクサンドリア図書館の学者を含む同時代の人々に宛てたギリシア語ドーリス方言で書かれた手紙において、証明を書いていた。これらの手紙は、紀元後530年ごろ、中世ギリシア語の中心たるコンスタンティノープル（Byzantine Greek capital city of Constantinople）にあったハギア・ソフィア大聖堂の建築家であるミレトスのイシドロスにより、初めて包括的なテキストに編纂された。
イシドロスの編纂によるアルキメデスの写本は950年頃にビザンツ帝国で再び作成された。これは数学者・技術者・テッサロニキ大主教座の元大主教で、コンスタンティノープル総主教のいとこでもあるレオン・マテマティコス（数学者レオン）によって設立された学校において、コンスタンティノープルのアルキメデス研究が再び盛んに行われるようになった時代のことである。
その後、この中世ビザンティンの写本はおそらく1204年の十字軍によるビザンチン・コンスタンティノープルの略奪後のいずれかの時点でコンスタンティノープルからエルサレムに運ばれた。そこでで1229年に、このアルキメデスの写本は、ヒペレイデスの作品の1つを含む少なくとも6つの他の部分的な羊皮紙写本とともに、ほどかれ、削り取られ、洗浄された。これらの紙は半分に折られ、再度製本され、後に番号が付けられ177ページで構成されるキリスト教式文に再利用された（そのうち174枚は現存している。元々の1ページであった紙は折られて2ページ分として使われた）。このパリンプセストは、少なくとも16世紀まではエルサレムの近く、孤立したMar Sabaのギリシア正教の修道院に残されていた。1840年以前のある時点で、エルサレムのギリシア正教会の総主教により、コンスタンティノープルの図書館 (the Metochion of the Holy Sepulcher) に戻された。

### 現代
聖書学者のコンスタンティン・フォン・ティッシェンドルフは1840年代にコンスタンティノープルを訪れ、ギリシア正教の図書館で見つけたパリンプセストに見られるギリシア数学に興味を持ち、その1枚を持ち帰った（現在これはケンブリッジ大学図書館に所蔵されている）。1899年、ギリシアの学者Papadopoulos-Kerameusは図書館の写本の目録を作成し、部分的に下に見られるテキストの数行の転写をそこに含めた。アルキメデス研究の世界的権威であったハイベアは、これらの数行を見て、この著作がアルキメデスによるものであることに気づいた。ハイベアは、1906年にコンスタンティノープルでパリンプセストを調べ、このパリンプセストには失われたと考えられていたアルキメデスの作品が含まれていることを確認した。ハイベアは、ギリシア正教会の許可を得てパリンプセストのページを慎重に撮影し、転写を行い、1910年から1915年にかけてアルキメデス全集として発表した。その後すぐにT. L. Heathにより、アルキメデスのギリシア語のテキストが英語に翻訳された。これ以前は、数学者、物理学者、歴史家の間では広く知られていなかった。
この写本は、1920年時点ではまだコンスタンティノープルにあるエルサレムのギリシア正教総主教の図書館 (the Metochion of the Holy Sepulchre) にあった。この後すぐに、トルコのギリシア人コミュニティは、希土戦争 (1919年-1922年)におけるトルコの勝利や、ギリシア人虐殺、ギリシャとトルコの住民交換を経験し、この時期にこのパリンプセストは、イスタンブールのギリシア正教の教会から消えてしまった。
1923年から1930年の間に、「パリ在住で東洋を旅行していた実業家」マリー=ルイ・シリエ（Marie Louis Sirieix）がこのパリンプセストを手に入れた。シリエはこの写本を修道士から購入したと主張していたが、その修道士には売却する権限がなく、シリエはこの価値のある写本を売却するための領収書や書類がなかった。何年間も秘密にして地下室に保管していたが、水やカビによりダメージを受けた。さらに、ギリシア正教の総主教の図書館から消えた後、高く売るために金箔の中に中世の福音の肖像画の写したものが本の4ページに加えられ、テキストにさらにダメージが加わってしまった。これらの捏造された金箔の肖像画は、その下にあるテキストをほぼ消し去ってしまい、これを明らかにするには後にスタンフォードで行われるX線蛍光イメージングが必要であった。
シリエは1956年に亡くなり、1970年に彼の娘がこの価値のある写本をひっそりと売ろうとし始めた。個人的に売ることはできなかったため、最終的に1998年、クリスティーズの公開オークションで売ることにしたが、所有権争いのリスクを冒してしまった。すぐに、このパリンプセストの所有権がニューヨークの連邦裁判所で、ギリシア正教エルサレム大主教とクリスティーズ社の間で争われた。ギリシア教会は、1920年代の苛烈な迫害の時期にコンスタンティノープルの図書館から盗まれたと主張していたが、Kimba Wood裁判官は懈怠からクリスティーズ・オークション・ハウスを支持し、パリンプセストは匿名の人物により、200万ドルで落札された。匿名の買い手の代理人を務めたSimon Finchは、買い手は「ハイテク産業」で働く「アメリカの民間人」であるが、ビル・ゲイツではないと述べている。

### イメージングとデジタル化

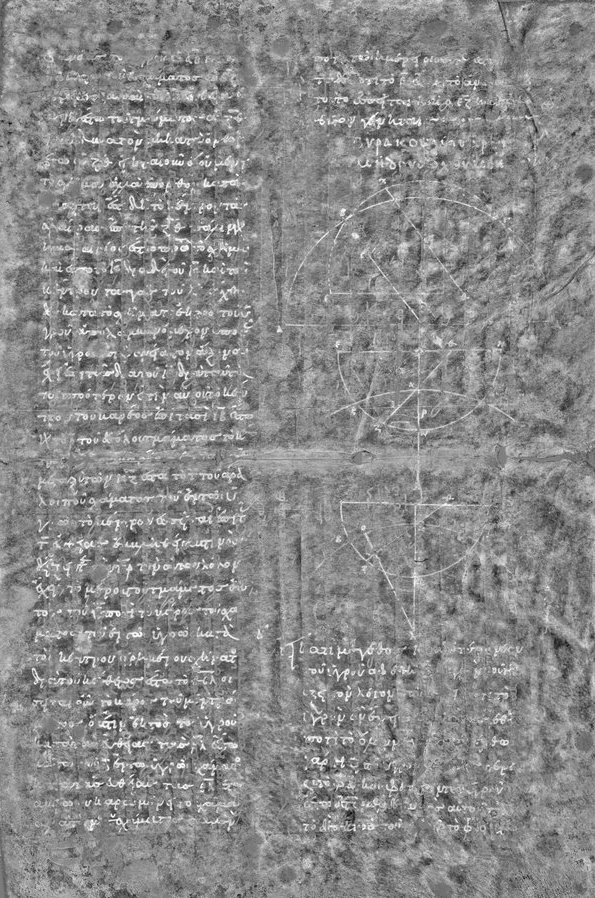
パリンプセストのページのイメージング後。元のアルキメデスのテキストがはっきりと見える。

ボルチモアにあるウォルターズ美術館で、1999年から2008年の間、大規模なイメージング調査と保存が行われた（シリエの地下室にあったため、カビによりひどく傷んでいた）。これはウォルターズ美術館の写本の学芸員ウィリアム・ノエル（Dr. Will Noel）の指揮の下、R.B. Toth AssociatesのMichael B. Tothが管理を行い、Dr. Abigail Quandtが写本の保存を担当した。
ロチェスター工科大学のDr. Roger L. Easton, Jr. やEquipoise ImagingのDr. William A. Christens-Barry、Dr. Keith Knox（当時ボーイングLTSに勤務。現在は米国空軍研究所を退職）などからなるイメージング科学者のチームは、紫外線、可視光線、赤外線の波長含む様々なスペクトル帯のデジタル画像をコンピュータ処理し、アルキメデス含む下に書かれているテキストのほとんどを明らかにした。2006年までに3つのスペクトル帯でパリンプセスト全体のイメージングとデジタル化をしたのち、2007年に12のスペクトル帯+レーキングライトでパリンプセスト全体のイメージングを行った（紫外線: 365nm、可視光線: 445, 470, 505, 530, 570, 617, 625nm、赤外線: 700, 735, 870nm、レーキングライト: 910, 470nm）。チームは、これらの画像をデジタル処理して、擬似カラーを用いて下に書かれているテキストをより明らかにした。また、彼らはハイベアにより撮影された画像もデジタル化した。スタンフォード大学のDr. リヴィエル・ネッツ（Reviel Netz）とナイジェル・ウィルソン（Nigel Wilson）は、これらの画像を使いギャップを埋め、原文通りのテキストの転写を作成した。
1938年以降のどこかで、高く売るためにビザンティン様式の宗教的な絵を4枚写本の中に加えられ、これらの絵によりその下にあるテキストは永久に判読することができないと思われた。しかし、2005年5月、Dr. Uwe BergmanとDr. Bob Mortonにより、カリフォルニア州メンロパークにあるSLAC国立加速器研究所で作られた高収束のX線が、174ページのテキストのうち、まだ明らかになっていない部分の解読を始めるために使われた。蛍光X線の生成についてSSRLのディレクターKeith Hodgsonは、「シンクロトロン光は、光速に近い速度で移動する電子がストレージリングの周りの曲がった経路を進んだ時に生成される。赤外線の波長を介してX線の電磁光を放出する。結果として得られる光ビームは、多くの種類の物質の複雑な構造と有用性を明らかにするのに理想的な特性を持っているが、今回はあらゆる科学の創始者の1人のこれまで隠されていた業績を明らかにする」と述べている。
2007年4月、アリストテレスの『範疇論』の注釈書である約9,000語に及ぶ新たなテキストがこのパリンプセストから発見されたことが発表された。このテキストの大部分は、2009年初頭に紫外線照射による蛍光灯の3つの色帯（赤、緑、青）に主成分分析を適用することで復元された。ノエルはインタビューにおいて「あなたは1つのパリンプセストを叩くのは金であり、2つのパリンプセストを叩くのは全く驚くべきことである。しかしそのときさらに驚くべきことが起こった」と発言している。これは紀元前4世紀のアテネの政治家ヒペレイデスのテキストが以前に発見されていることに言及したものであり、これもまたパリンプセスト内に発見されている。これは彼の演説Against Diondasであり、2008年にドイツの学術雑誌Zeitschrift für Papyrologie und Epigraphik, vol. 165に掲載され、学術ジャーナルに掲載された初のパリンプセストからの新しいテキストとなった。
この本の転写には、Text Encoding Initiativeガイドラインを使用してデジタルにエンコードされ、画像と転写のメタデータには、Dublin Core Metadata Elementsに基づく識別情報と目録情報が含まれていた。メタデータとデータはEmery ITのDoug Emeryにより管理された。
2008年10月29日（パリンプセストがオークションで落札されてから10周年）、画像と転写含む全てのデータがクリエイティブ・コモンズ・ライセンスのもと、Digital Palimpsest Web Pageで無料で使用できるように提供され、パリンプセストを元のページ順に加工した画像がGoogle Bookとして掲載された。2011年下半期には、ウォルターズ美術館の展示"Lost and Found: The Secrets of Archimedes"の主題となった。2015年、デジタルデータの保存実験において、スイスの科学者たちがアルキメデス・パリンプセストのテキストをDNAにエンコードした。この解読により、アルキメデスが積分を発明した可能性があると提案する数学者もいる。

## 内容

### 一覧
このパリンプセストは次の著作を含む。
- 『平面の釣合について』"On the Equilibrium of Planes"
- 『螺旋について』
- 『円周の測定』
- 『球と円柱について』
- 『浮体の原理』"On Floating Bodies"
- 『方法』"The Method of Mechanical Theorems"
- 『ストマキオン』"Stomachion"
- 紀元前4世紀の政治家ヒペレイデスの演説
- テュロスのポルピュリオス（あるいはアフロディシアスのアレクサンドロス）によるアリストテレスの『範疇論』の注釈書[21]。
- 他の作品

### 『方法』
上記の著作の中で最も注目すべきは『方法』であり、このパリンプセストに唯一写しが残されている。
アルキメデスは、他の著作の中で、古代ギリシアで現代の極限の方法に相当するエウドクソスの取り尽くし法を用いて、2つの面積や体積が同等であることを証明している。ギリシア人はいくつかの数は無理数であることを認識していたため、実数の概念は上界と下界を提供する2つの数列により近似された量Qであった。常にQより大きいUと常にQより小さいLを見つけ、この2つの数列が最終的に任意の事前に指定した量よりも接近した場合、QはUとLにより見つかった、もしくは「取り尽くされた」ことになる。
アルキメデスは自身の定理を証明するために取り尽くし法を用いた。これは面積を計算したい図形を既知の面積の部分に近似して、その図形の面積の上限と下限を与えるというものであった。そして、細分化が任意に細かくなると、2つの境界が等しくなることを証明した。これらの証明は現在でも厳密で正しいとされているが、稀な輝きを持つ幾何学を用いていた。後の作家たちは、アルキメデスがそもそもどのようにしてこの結果にたどり着いたのかを説明していないことについて、しばしば批判していた。この説明は『方法』に含まれていた。
アルキメデスが説明した方法は、自身の物理学、質量中心とてこの原理の研究に基づいていた。アルキメデスは、総質量と質量中心が分かっている図形の面積や体積と、何も分かっていない別の図形の面積や体積を比較した。彼は、平面図形を後の不可分の方法のように無限に多い線からできているものとみなし、1つの図形の線（もしくは部分）と、もう1つの図形の対応する部分をてこで平衡をとっていた。ここで重要なのは2つの図形の向きが異なるため、対応する部分が支点から異なる距離にあるというであり、部分が平衡であるという条件は図形が等しいという条件とは異なるということである。
1つの図形の各部分が他の図形の各部分と平衡であることを示すと、2つの図形は互いに平衡であると結論付けられる。しかし、1つの図形の質量中心は分かっているため、その中心に総質量を置くことができ、そうしても平衡を保つことができる。2つ目の図形の質量は分からないが、その質量中心の位置は対称性により、幾何学的議論による支点から一定の距離にあるように制限されるかもしれない。2つの図形が平衡をとるという条件は、もう1つの図形の総質量を計算することを可能にした。彼はこの方法を有用なヒューリスティクスと考えていたが、この方法は上下限を提供していなかったため、見つけた結果を必ず取り尽くし法を用いて証明するようにしていた。
アルキメデスはこの方法を用いて、現在積分法（17世紀にアイザック・ニュートンとゴットフリート・ライプニッツにより現在の形式が与えられた）で処理されているいくつかの問題を解くことができた。これらの問題の中には、固体半球の重心、円形放物面の錐台の重心、放物線と割線の1つにより囲まれた領域の面積を計算する問題が含まれていた。
アルキメデスは定理を厳密に証明するために、今日リーマン和と呼ばれるものをよく使っていた。『球と円柱について』の中で、球を幅の等しい断面に切断することにより、球の表面積の上限と下限を与えている。その後、内接した円錐と外接した円錐の面積による各断面の面積を境界とし、対応するより大きい、もしくはより小さい面積があることを証明した。彼は、回転体の面として考えられる球の面積に対するリーマン和の一種である円錐の面積を追加した。
しかし、アルキメデスの方法と19世紀の方法の台には2つの本質的な違いがある。
1. アルキメデスは微分について知らなかったため、対称性により質量中心を考慮した積分以外の積分を計算することができなかった。直線性の概念は持っていたが、同時に2つの図形の平衡をとらなければならなかった。変数を変えたり部分的に積分する方法は発見しなかった。
2. 近似和を計算するとき、和が厳密な上下限を提供するというさらなる制約を課した。これは、ギリシア人には近似の誤差項が小さいことを証明するための代数的手法がなかったため、必要とされた。

『方法』でのみ解決された問題は、円筒形のくさびの体積の計算であり、その結果はケプラーのStereometriaの定理XVII(schema XIX)として再登場している。
『方法』のいくつかのページはこのパリンプセストの作成者により使われなかったため、現在でも失われたままである。これらの間で発表された結果は、2つの円柱の交点の体積に関するもので、この図形はアポストルとMnatsakanianによりn = 4 Archimedean globe（その半分はn = 4 Archimedean dome）と新たに命名され、この体積はn多角形のピラミッドと関係している。

### 『ストマキオン』

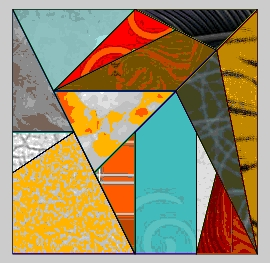
オストマキオン(Ostomachion)はアルキメデス・パリンプセストのシルエットパズルである（のちに示すSuterは別のソースからのものである。この場合、パリンプセストと一致させるために幅を2倍に伸ばす必要がある）。

ハイベアの時代には、面積、体積、重心についての問題を解くためのアルキメデスの見事な不可分の使用に多くの注意が向けられた。パリンプセストの中で子どものパズルを扱っているように見える問題の『ストマキオン』についてはあまり注目されていなかった。スタンフォード大学のリヴィエル・ネッツは、アルキメデスがパズルを解く、つまりピースを箱に戻す「方法の数」を議論したと主張している。そのようなピースが特定されていないこと、ピースをひっくり返してもよいかどうかなどの配置の規則が不明であること、盤面に疑問点があることなどが挙げられている。
ここで図示される盤面は、ネッツによっても示されているように、Heinrich Suterにより2倍と同等（イコール）が容易に混同されているアラビア語の先の尖っていないテキストを翻訳する際に提案されたものである。Suterは少なくとも重要な点で誤植をしている。辺と対角線の長さを同等とし、この場合、盤面が長方形にはならない。しかし、正方形の対角線が直交するように、直角三角形の存在は、『ストマキオン』の最初の命題を即時的なものにする。むしろ、最初の命題は（タングラムのように）2つの正方形が並んで構成された盤面を設定する。Suterによる盤面とこのコデックスの盤面の調和は、1926年3月にリチャード・オールダムによりNatureに発表され、その年のストマキオン流行に火をつけた。
現代の組合せ数学を用いると、Suterの盤面のピースを配置して正方形を作り直しひっくり返せるようにする数は17,152であり、ピースをひっくり返さないようにするとその数が64とかなり少なくなることが分かった。Suterの盤面には角度が鋭くなっている部分があり、作るのが難しく、尖った点を持つピースをひっくり返してしまうと、プレイするのに支障をきたすことがある。コデックスの盤面は（タングラムと同様）ピースの詰め方に3つの方法がある。2つの単位正方形を横に並べる、2つの単位正方形を上下に並べる、2の平方根の辺を持つ1つの正方形である。しかし、これらの詰め方で重要なのは、ソクラテスがプラトンのMenoで奴隷の少年に考えさせたように、直角二等辺三角形を作ることである。ソクラテスは回想による知識について主張しており、ここではパターン認識と記憶が解の数よりも適切であるように見える。コデックスの盤面は、ソクラテスの議論の拡張として7×7の正方形のグリッドで見つけることができ、これは、2の平方根の有利近似を与える横直径数の反復的構築を示唆している。
パリンプセストの断片的状態は多くの疑問を残している。しかし、アルキメデスがコデックスの盤面よりもSuterの盤面を用いた場合、それは間違いなく謎に加えられるだろう。ただし、ネッツが正しいのならば、これは古代ギリシアの組合せ数学の分野で最も洗練された著作であった可能性がある。アルキメデスがSuterの盤面を使用し、ピースは裏返すことが許されていた、もしくはSuterの盤面の統計は無関係である。

## 関連文献
- Dijksterhuis, E.J. Dijksterhuis (1987). Archimedes. Princeton, NJ: Princeton University Press. pp. 129–133. ISBN 0-691-08421-1
- Reviel Netz and William Noel. The Archimedes Codex, Weidenfeld & Nicolson, 2007
- The Nova Program outlined
- The Nova Program teacher's version
- The Method: English translation (Heiberg's 1909 transcription)
- Did Isaac Barrow read it?
- Will Noel: Restoring The Archimedes Palimpsest (YouTube), Ignite (O'Reilly), August 2009
- The Greek Orthodox Patriarchate of Jerusalem v. Christies’s Inc., 1999 U.S. Dist. LEXIS 13257 (S.D. N.Y. 1999) (via Archive.org)